# Platygaster robiniae
Platygaster robiniae, vrsta kukca iz porodice Platygastridae, red opnokrilaca (Hymenoptera), parazitoid na bagremovoj muhi šiškarici. U Hrvatskoj je prvi puta primjećena u drugoj polovici 2000-ih godina na svim mjestima gdje je bila prisutna bagremova šiškarica u kontinentalnoj i mediteranskoj Hrvatskoj.

## Vanjske poveznice
|  | Wikivrste imaju podatke o taksonu Platygaster robiniae |